# Росмини, Карло
Ка́рло де Росми́ни (Розмини) (итал. Carlo De Rosmini; Carlo de Rosmini; Carlo de' Rosmini; Carlo dei Rosmini; 28 октября 1758, Роверето, Трентино-Альто-Адидже — 9 июня 1827, Милан) — итальянский писатель

 и историк. Член Флорентийской академии изящных искусств и Туринской академии наук (с 1809).

## Биография
Начал своё обучение в Инсбруке, продолжил его в родном городе.
В 15-летнем возрасте опубликовал этюд, в котором сравнивал древнюю и современную музыку и высказывался за возможность дальнейшего усовершенствования итальянской оперы.
Известность ему принесло «Жизнеописание Овидия Назона» (Феррара, 1789).

## Избранные сочинения
- «Жизнеописание Христофора Баретти» (1792),
- «Жизнеописание Сенеки» (1795),
- «Записки о жизни и трудах Клемента Барони Кавалькабо» (1798),
- «Идея совершеннейшего педагога» (Бассано, 1801 — законченный трактат по педагогике),
- «Жизнеописание Жана Батиста Гварино Веронезе» (Бресчия, 1805—1806),
- «Жизнеописание Франциска Филельфо Толентинского» (Милан, 1808),
- «Истории военных подвигов и жизни Иоанна Якова Тривульция» (Милан, 1815),
- «История Милана» (Милан, 1820).

## Память
- В Виченца его именем названа улица.